# Perito metallurgico
Il perito metallurgico è una figura professionale specializzata nelle discipline tecniche, di laboratorio e di disegno connesse all'industria metallurgica.
Il percorso di studi, sviluppato nell'ambito dell'ordinamento scolastico italiano vigente sino alla riforma scolastica Gelmini con le successive equipollenze, si articolava in un biennio comune e un triennio di specializzazione. Il corso di studi è confluito nell'Istituto tecnico tecnologico a indirizzo Meccanica, meccatronica ed energia.

## Profilo professionale
Il corso di studi di Perito industriale in metallurgia fornisce nozioni del disegno tecnico, dei materiali metallici, delle loro metallurgie, delle apparecchiature e delle macchine specifiche, normali e speciali, degli strumenti e delle apparecchiature di regolazione, controllo, analisi e misura.
Il perito conosce la pratica degli impianti, l'organizzazione e la condotta dei singoli reparti delle industrie relative alla specializzazione. Cura l'organizzazione, l'esecuzione e il collaudo delle operazioni dell'industria metallurgica, della fonderia e delle grosse lavorazioni per la preparazione dei materiali metallici.

## Materie

### III anno
Religione o attività alternative; Lingua e lettere italiane; Storia; Complementi di lingua straniera; Matematica; Chimica; Fisica applicata; Disegno tecnico; Chimica analitica e laboratorio; Meccanica e macchine; Lavorazione dei metalli; Metallurgia, siderurgia e laboratorio; Esercitazioni nei reparti di lavorazione; Educazione fisica.

### IV anno
Religione o attività alternative; Lingua e lettere italiane; Storia; Matematica; Disegno tecnico; Chimica analitica e laboratorio; Meccanica e macchine; Lavorazione dei metalli; Metallurgia, siderurgia e laboratorio; Elettrotecnica; Esercitazioni nei reparti di lavorazione; Educazione fisica.

### V anno
Religione o attività alternative; Lingua e lettere italiane; Storia; Chimica analitica e laboratorio; Lavorazione dei metalli; Metallurgia, siderurgia e laboratorio; Impianti metallurgici e disegno; Elementi di diritto ed economia; Esercitazioni nei reparti di lavorazione; Educazione fisica.